# Granton, Wisconsin
Granton là một làng thuộc quận Clark, tiểu bang Wisconsin, Hoa Kỳ. Năm 2006, dân số của làng này là 406 người.